# Pali
För andra betydelser, se Pali (olika betydelser).
Pali (पालि, pāli) är den mest kända varianten av medelindiskan (prakrit) och buddhismens äldsta källspråk. Buddha själv undervisade på minst en variant av prakrit, förmodligen flera. Efter hans död redigerades hans tal (först muntligt i Indien, cirka fyrahundra år senare skriftligt på Ceylon (dagens Sri Lanka)) på en standardiserad prakrit, som man helt enkelt kallade "textspråket" - på detta språk pâli-bhâsa, senare förkortat till pâli (som alltså egentligen betyder "text").
Typiskt för pali är att ordens uttal är något förenklat jämfört med motsvarande ord på sanskrit: dharma blir dhamma, sutra blir sutta.

## Historisk utbredning
Från Indien och Ceylon spreds pali till flera länder, framför allt till den region som på pali hette Suvanna-bhûmi, på sanskrit Suvarna-bhûmi, "Guldlandet", och som ungefär motsvarar dagens Myanmar, Siam/Thailand, Laos och Kambodja.

## Europeiska bidrag

### England
I slutet av 1800-talet grundades i England Pali Text Society, som ger ut palitexterna i original (med latinska bokstäver) och i engelsk översättning. Pali är släkt med sanskrit, men härstammar inte direkt från detta; snarare från en folklig fornindiska som var närmare släkt med vediskan än med sanskrit.

### Skandinavisk lexikografi
Vid Köpenhamns universitet tog Carl Vilhelm Trenckner initiativ till ett ordlexikon, Critical Pāli Dictionary, som skulle bli livsgärningar för inte mindre än ytterligare sju författare. Verket som publicerades i en del först 1924 baserat på Trenckners anteckningar och omfattande redigering och tillägg av de två nya författarna Dines Andersen och svensken Helmer Smith, kom sedan i tre volymer och finns numera i en on-line version med dödsrunor över alla åtta författarna.